# Partij van de Regio's
De Partij van de Regio's (Oekraïens: Партія регіонів, Partija rehioniv; Russisch: Партия регионов, Partija regionov) was een Oekraïense politieke partij onder leiding van voormalig president Viktor Janoekovytsj. De partij werd opgericht in maart 1997 en was een centristische russofiele partij.

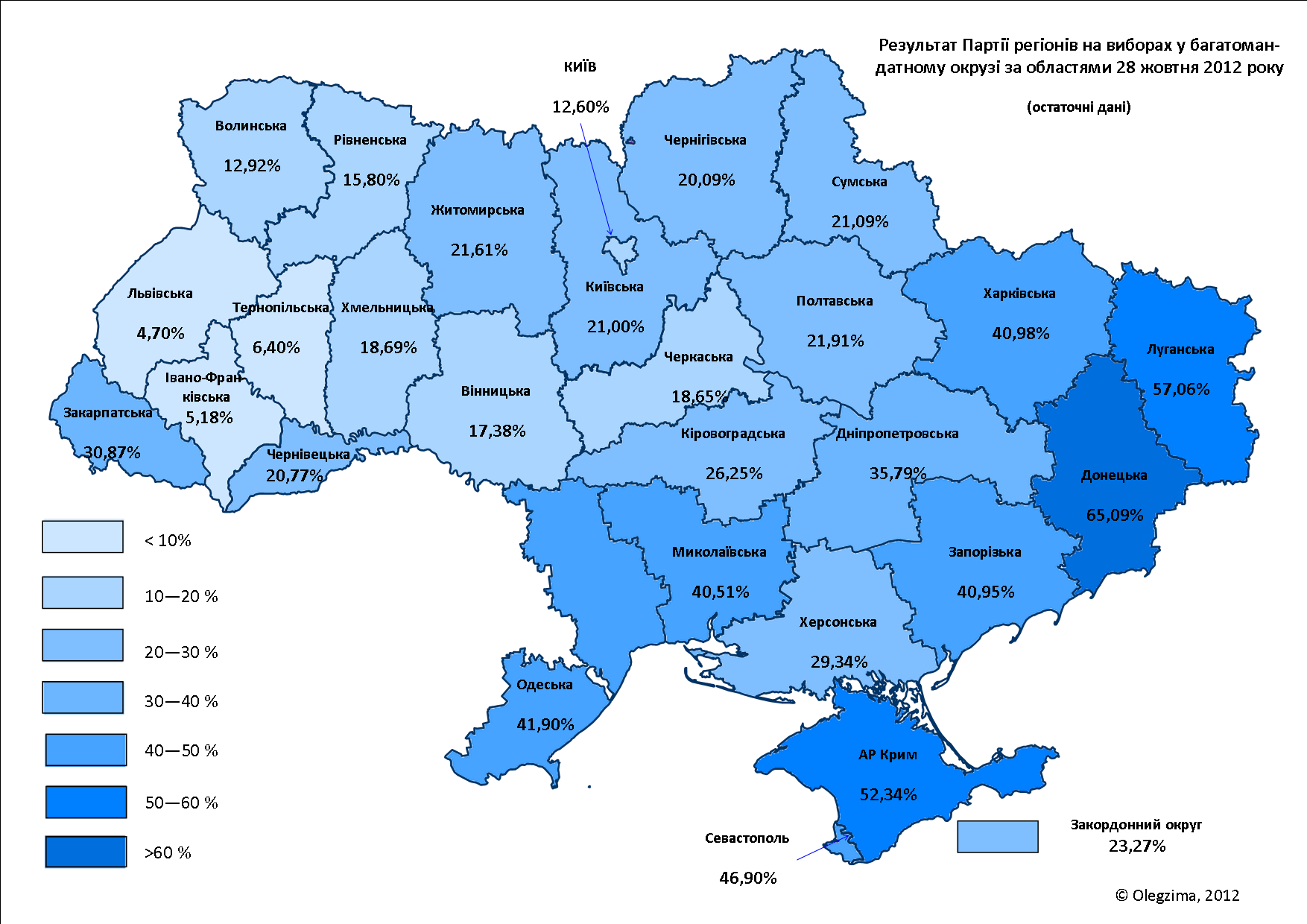
Percentage stemmen per regio voor de Partij van de Regio's tijdens de Oekraïense parlementsverkiezingen 2012

De partij was vooral populair in het oosten en het zuiden van Oekraïne onder de Russischtalige bevolking. Janoekovytsj kreeg traditioneel veel steun bij mijnwerkers en arbeiders in de zware industrie. 
Tijdens de Maiden-revolutie vluchtte president Janoekovytsj op 22 februari 2014 naar Rusland. Zijn regering kwam ten val door protesten van demonstranten, waarna de oppositie een interim-regering vormde. De Partij van de Regio's is in de maanden daarna uit elkaar gevallen en de facto opgehouden te bestaan. 
Communistische Partij · Al-Oekraïense Unie "Vaderland" (Batkivsjtsjyna) · Platform voor Leven en Vrede · Al-Oekraïense Unie "Vrijheid" (Svoboda) · Holos · Dienaar van het Volk · Oekraïense Democratische Alliantie voor Hervorming (Oedar) · Partij van de Regio's · Radicale Partij · Uniepartij · Verenigd Centrum · Volkspartij · Rechtse Sector · Oppositieblok · Voor de Toekomst